# すずかぜ型巡視艇
すずかぜ型巡視艇（すずかぜがたじゅんしてい、英語: Suzukaze-class patrol craft）は、海上保安庁の巡視艇の船級。区分上はCL（Craft Large）型、公称船型は20メートル型。なお、ネームシップ（CL-11）が配属替えに伴い「ひめぎく」と船名変更したことから、現在では「ひめぎく型」とも呼ばれる。

## 来歴
海上保安庁創設当時の所属船は戦時急造船や老朽船であったことから、求められる任務を適切に果たすため、昭和24年（1949年）度計画より国産巡視船艇の整備を開始しており、その先頭を切って就役したのが15メートル型CL（そよかぜ型）であった。これは、海保創設当時に巡視船の性能と保有量に制限が加えられていたことから、その制限の枠外において基地周辺の制限沿海海域において巡視船を補完するための港内艇(昭和32年に港内艇は巡視艇に改称)として設計されたものであったが、昭和32年（1957年）度計画のはるかぜ型以降、昭和39年（1964年）度からのやかぜ型、昭和43年（1968年）度計画からのちよかぜ型と、概略配置をほとんど変更せずにマイナーチェンジのみで建造され続け、最終型にあたるちよかぜ型は、昭和43年度から50年度にかけて、鋼製艇だけでも96隻が建造された。
しかし、15メートル型は長年の装備強化の積み重ねで排水量が増加するとともに、船舶安全法関係諸規則の改正にともなって規則に触れる部分が増えてきた。このことから昭和52年度以降の建造分（やまゆり型）では、初めて船体寸法も変更して大型化を図り、部内では18メートル型と称された。そして平成3年度計画ではちよかぜ型の代船建造に着手されることになったが、これは更に大型化を図ることとなった。これが本型である。
継続的な建造により、ちよかぜ型、やまゆり型、いそかぜ型、なだかぜ型が全船解役された。
年代ごとに小改正はあるものの、さらに建造は続き、耐用年数を越えた、すずかぜ型初期建造艇の更新としても建造が続行されている。令和4年度補正予算によって建造された「CL-206 ゆめかぜ」で通算200番艇となった。

## 設計
本型ではプレジャーボートや小型漁船の高速化に対応して、速力の向上を図っている。船型を滑走性能のよいものにするとともに、上部構造や艤装品をアルミニウム合金製として重量軽減を図った。主船体は従来の15メートル型・18メートル型と同様に高張力鋼製である。
大型化にともなって操舵室・居住区が拡大されて、業務処理および居住性の向上が図られている。操舵室には全乗員分のダンパー付き椅子が配置されており、また居住区にはベッド兼用の長椅子があるほか、巡視艇として初の簡易シャワー設備が備えられている。
高速化のため主機関も強化されており、V型12気筒4サイクルディーゼルエンジンが搭載された。主機関にはMTUタイプとMANタイプがあり、MANタイプではMAN D2842LYEもしくはD2842LE401、MTUタイプではMTU 12V183 TE92型（910 ps / 2,230 rpm）が採用されている。

### 分類

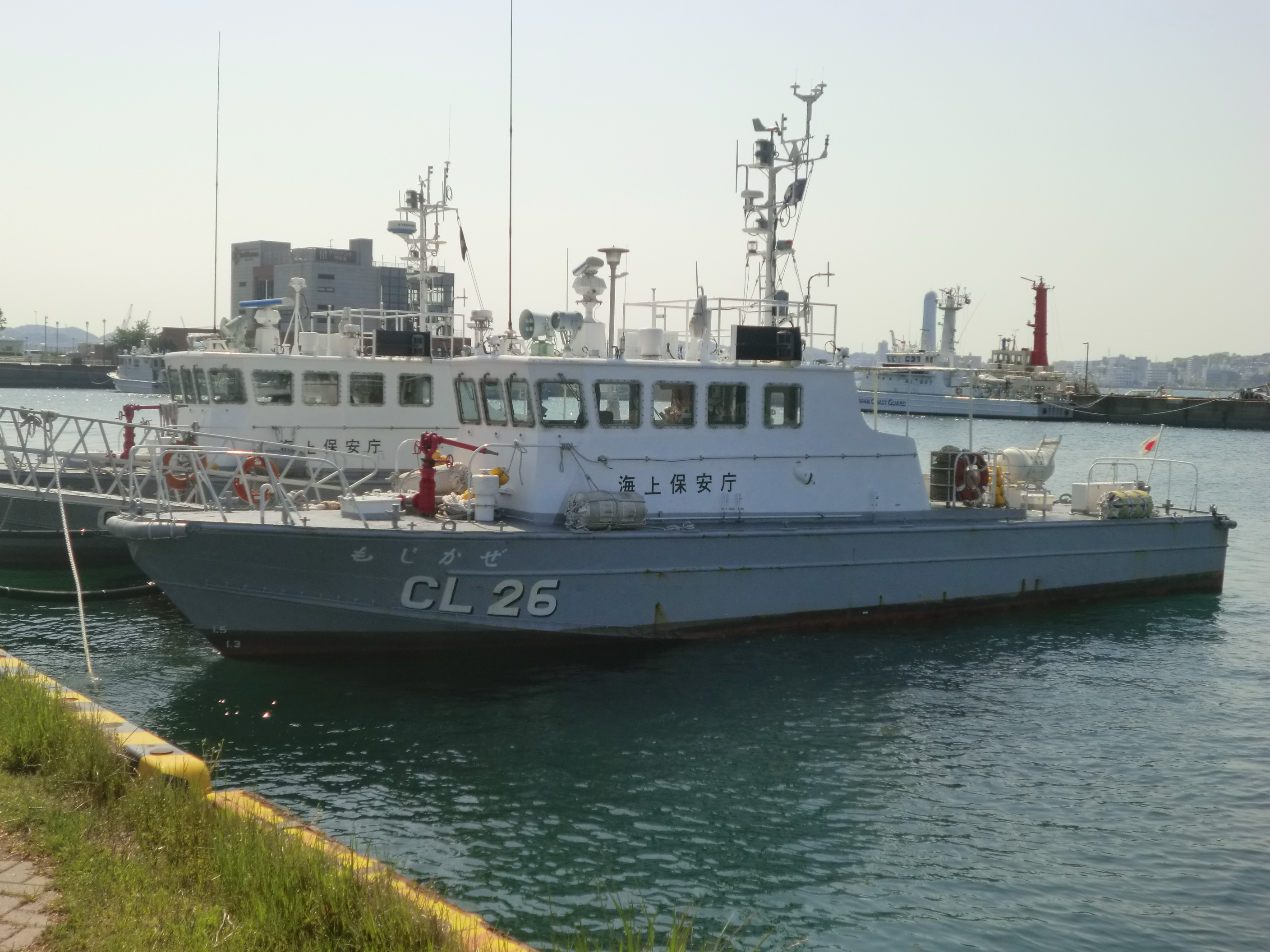
もじかぜ（原型）
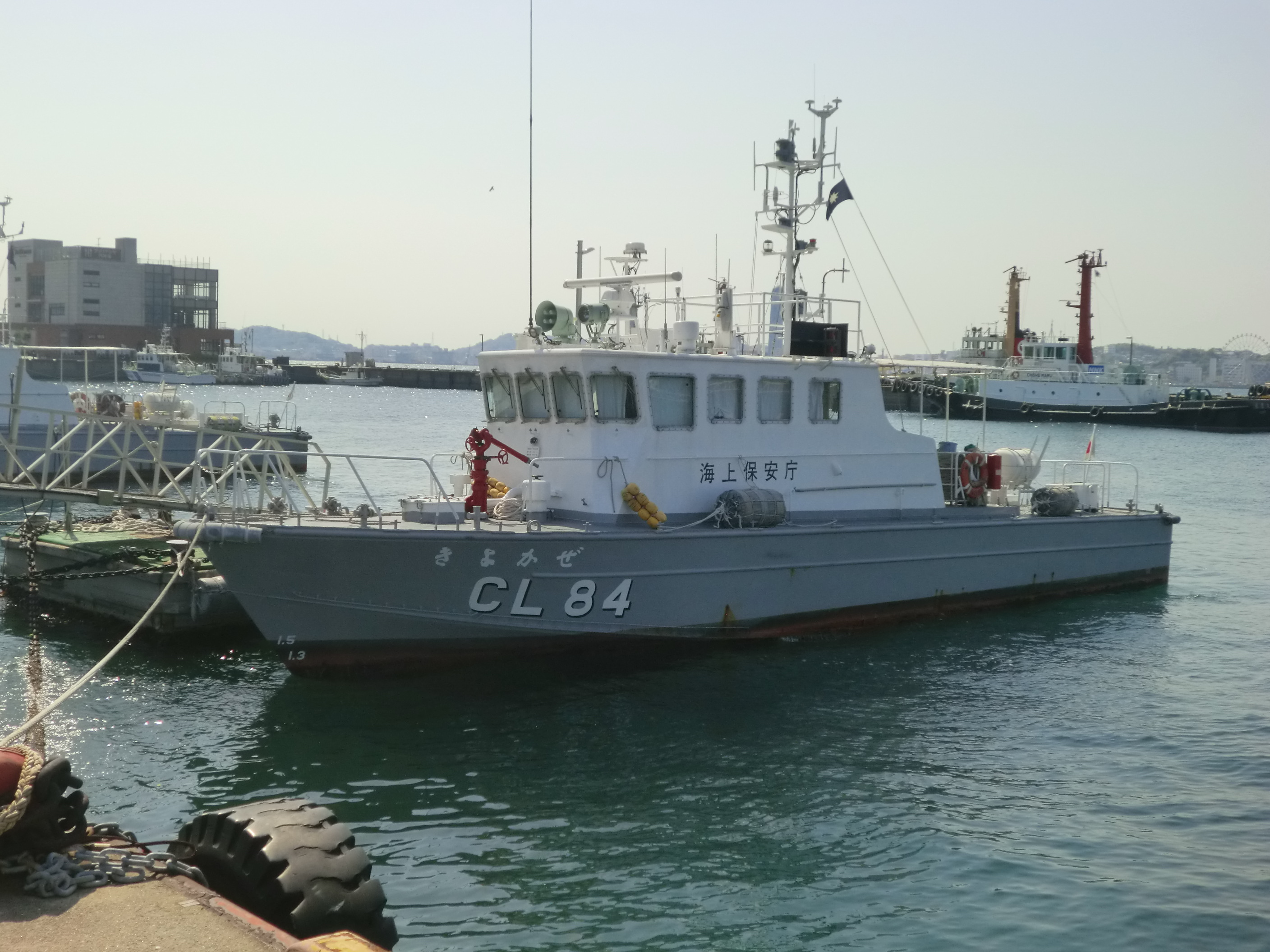
きよかぜ（幅広型）
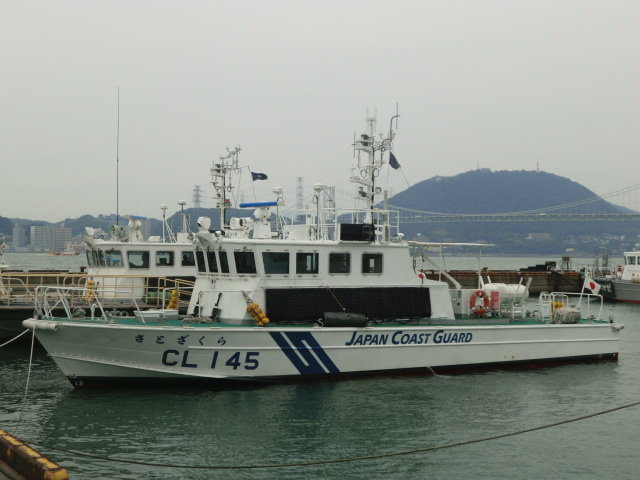
さとざくら（警備機能強化型）
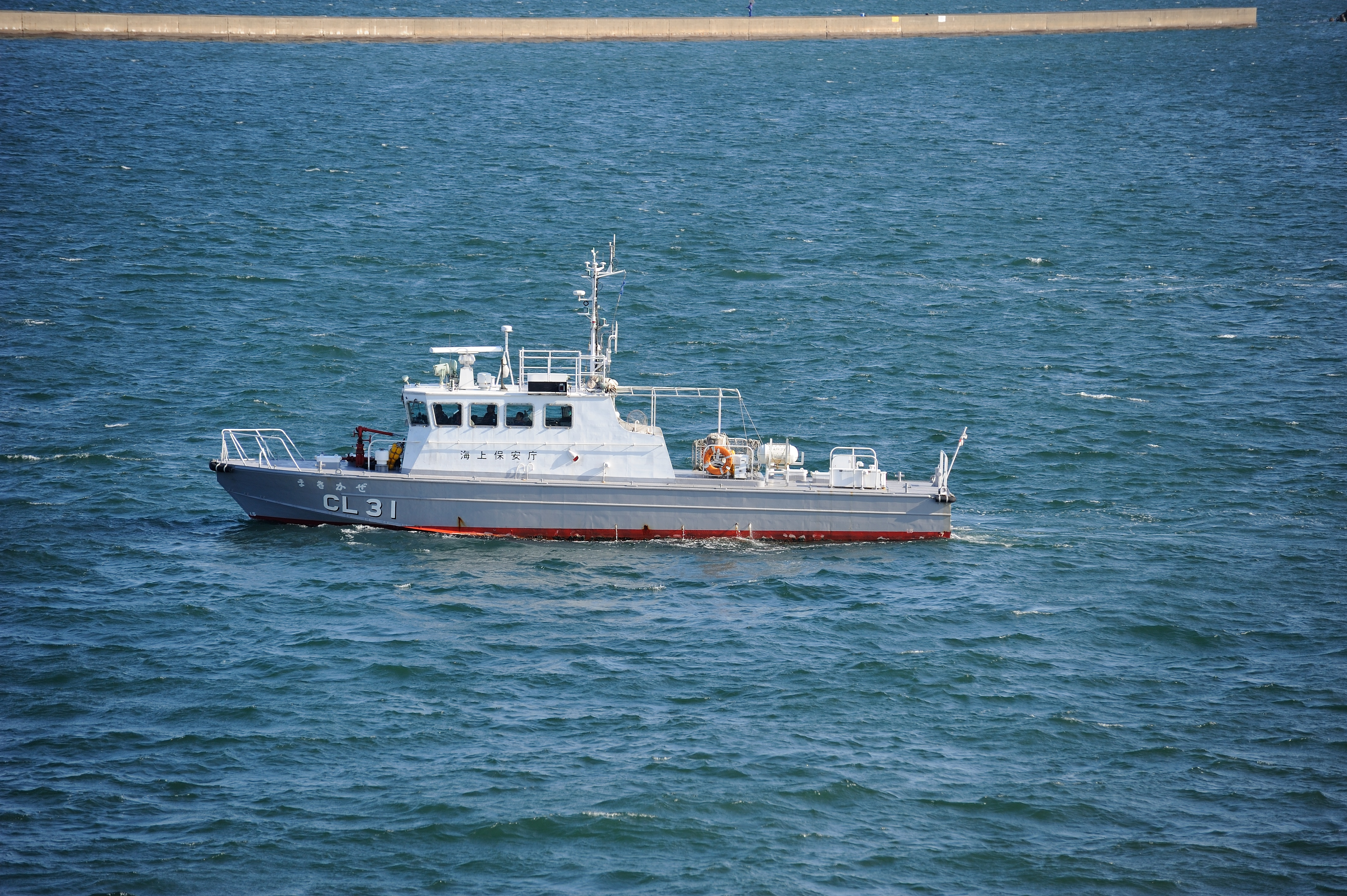
まきかぜ（木更津港で撮影）
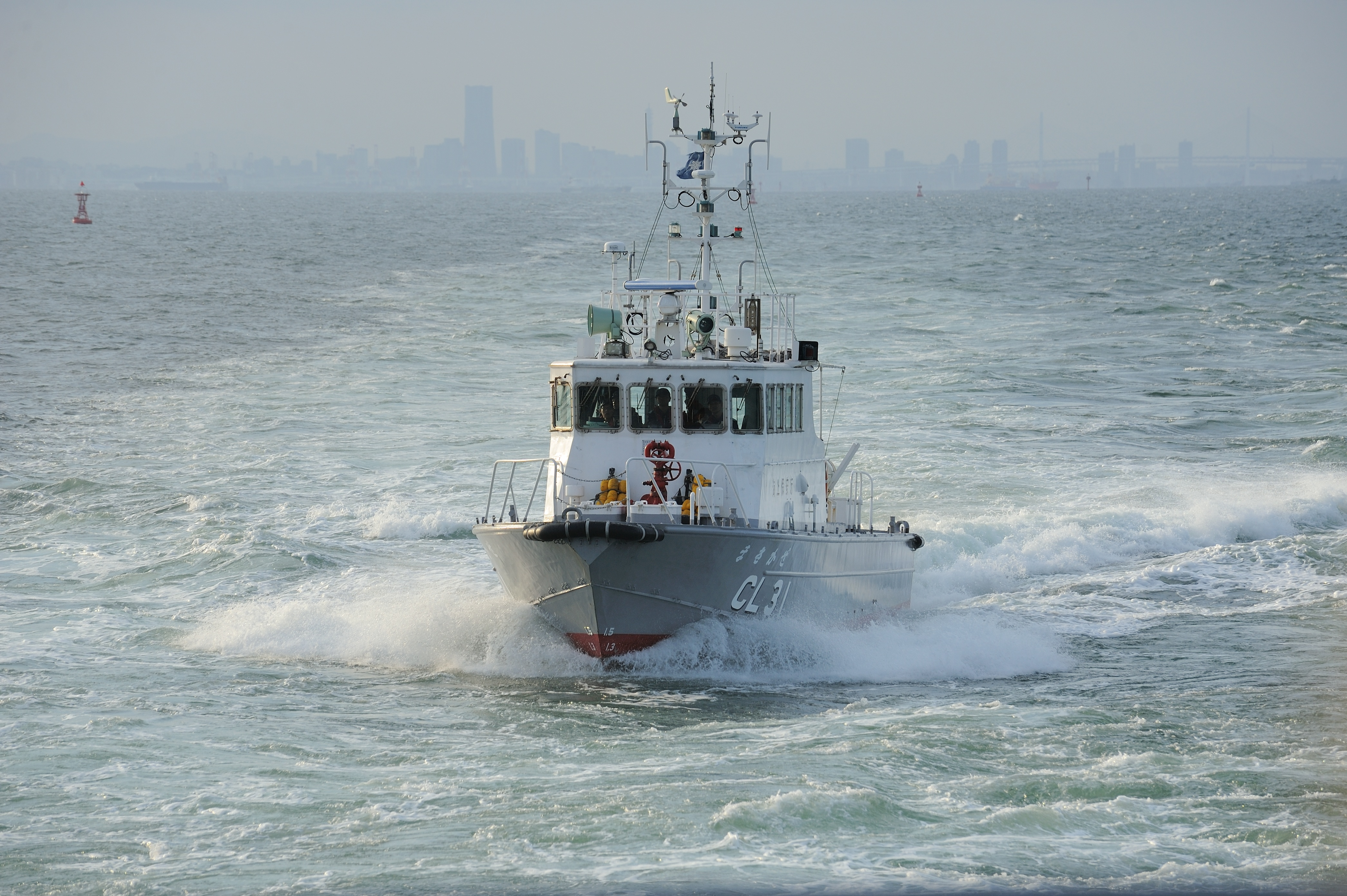
まきかぜ（木更津港沖で撮影）

本型は長期間に渡り多数が建造されていることから、運用実績やその時々の業務を反映した改正が適宜に加えられている。顕著な改正点としては下記のようなものがある。
幅広型
船幅を20センチ大きくして定員を6名に増やしている。一部の艇で就役後に操舵室が外見上変更されている物もある。
浅海域対応型
幅広型を元に浅海域での運用に対応して推進器をウォータージェットに変更。
警備機能強化型（公式としての分類ではない）
幅広型を元に平成13年度第1次補正計画以降の建造艇。主機をMAN D2842LE417もしくMTU 8V2000M93とし、出力を合計2,040馬力に強化するとともに防弾性を強化したもの。重量増の代償として船首甲板の放水銃を廃止していることから、代わりに可搬式のガソリンポンプと放水ノズルを装備、必要に応じて船首部に設置している。
またその他にも下記のような差異が生じている。
航行区域
当初は制限つき沿海とされていたが、海洋法に関する国際連合条約の発効に伴い、平成8年度補正計画の「おいつかぜ」（CL-94）以降の艇では近海に変更された。（但し、その時々の建造仕様により、沿海仕様の建造もされている。）
空調による分類（北方型、南方型）
配備先に応じて暖房ないし冷房を強化していることから、それぞれを北方型と南方型に分類される。
夜間監視装置
平成17年度補正計画以降の艇は操舵室上に夜間監視装置を搭載している。それ以前の艇でも追加で装備されているものもある。
防舷材
令和2年度及び令和2年度第三次補正予算における建造艇の内、CL-189「ぶんごうめ」、CL-190「くがかぜ」、CL-200「はかぜ」、CL-201「ひめぎく」については両舷舷側後部に灯台見回り船で装備されていた防舷材が装備されている。
対新型コロナ
令和2年度第三次補正予算における建造艇（CL-195～202）においては船室が拡大され、それに伴い舷側の窓も増設された。新型コロナウイルスの感染対策として、飛沫防止のカーテンで仕切り感染症患者を搬送できる畳1畳ほどの隔離区画を船内に隔離区画を設置。感染が疑われる船員を搬送する際などに使用。
灯火
建造年度が長期に渡ることから技術の発展により各種機器が時代に合わせて変更されている。例えば、航海灯や作業灯火がLEDに変更されている。
搭載艇
小型のゴムボートを搭載している艇がある。
- もじかぜ（原型）
- きよかぜ（幅広型）
- さとざくら（警備機能強化型）
- まきかぜ（木更津港で撮影）
- まきかぜ（木更津港沖で撮影）

### 派生型
しらうめ型
平成10年度第1次補正計画では、本型をもとに所定の艤装を施した20メートル型灯台見回り船（ひめひかり型）2隻が建造されたが、警備・救難用船艇の需要増大を受けて2008年（平成20年）4月1日付けで巡視艇に種別変更され、しらうめ型巡視艇として再就役している。主要目は本型の幅広型とほぼ同等であるが、防舷材の位置など細部に差異がある。
放射能調査艇「かつれん」及びきぬがさ型
原子力船寄港時に放射能漏れなどを検査するための放射能調査艇として、二代目「かつれん」およびきぬがさ型3隻が建造されているが、これらは本型の浅海型に放射能測定装置を搭載したものである。性能的にも全く同等であり、放射能調査時以外には本型と同様の警備救難業務を行なっている。
建造費は先代の放射能調査艇と同様に、「かつれん」（二代目）は科学技術庁から、きぬがさ型は原子力規制委員会からの予算で建造された。
ODAによる建造艇
派生形の亜種として政府開発援助により、ジブチ共和国沿岸警備隊向けに20メートル型巡視艇2隻を墨田川造船所が建造、2015年11月納入(WJ推進)されている。

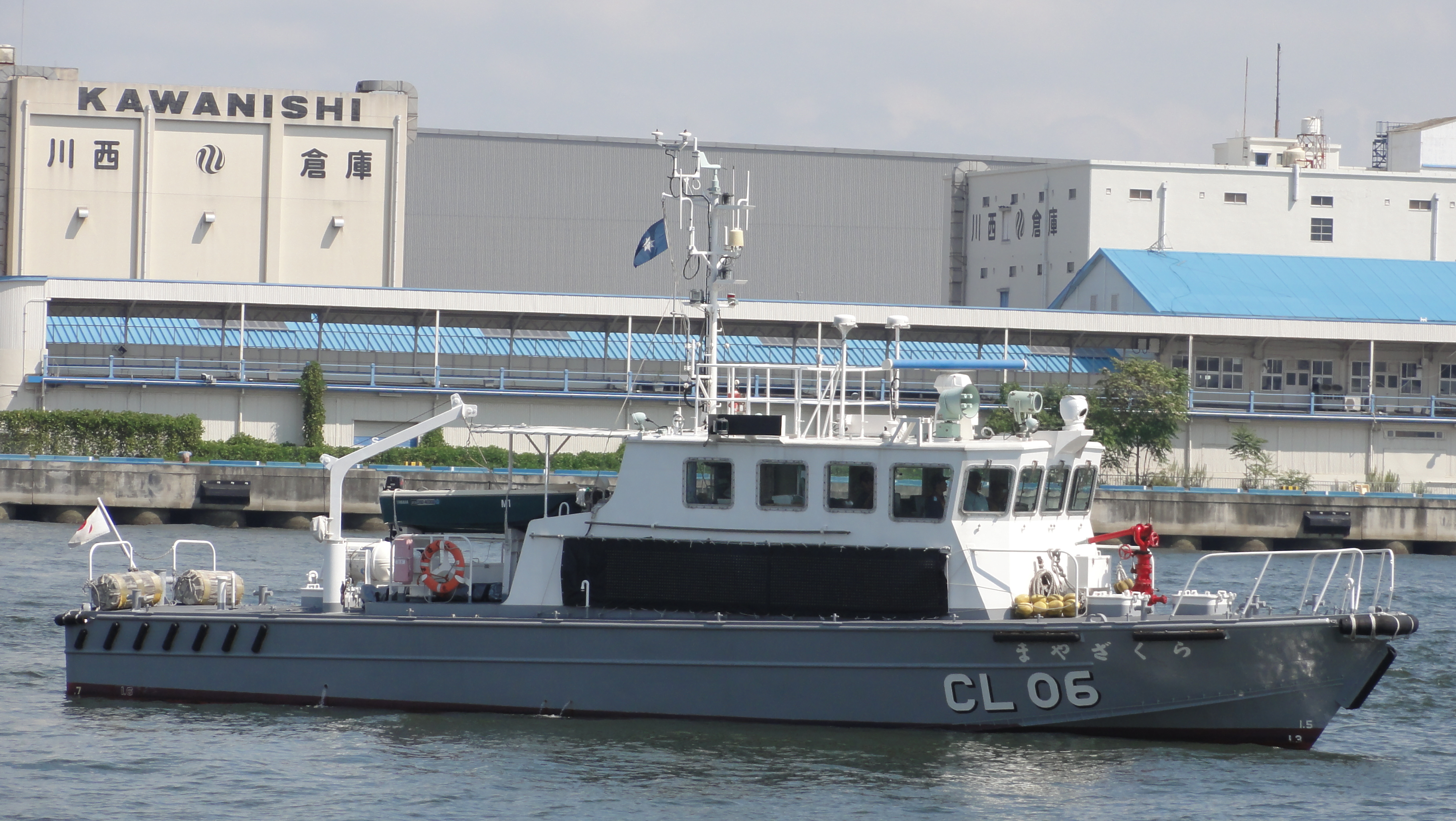
まやざくら（しらうめ型）
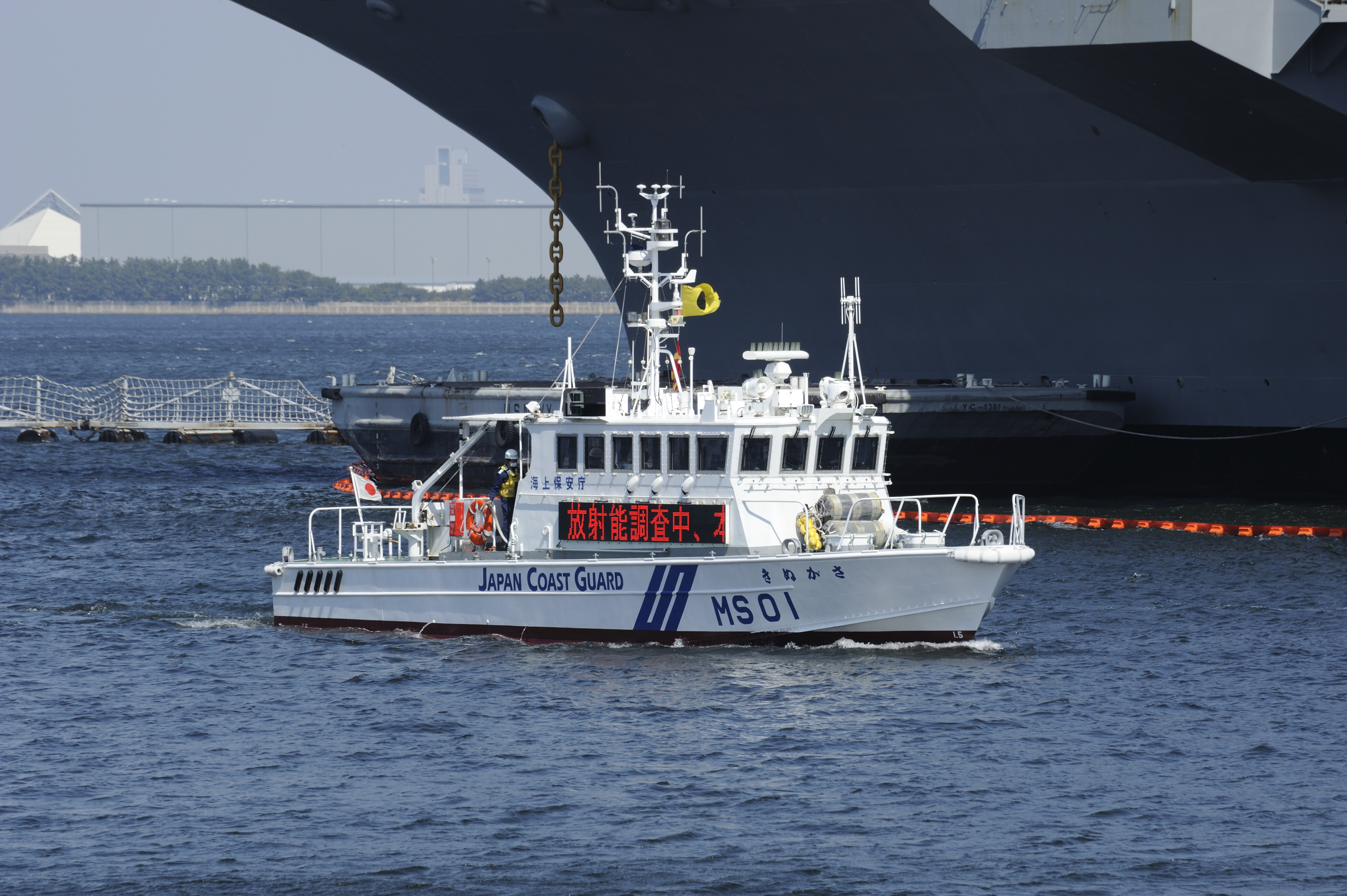
横須賀港で放射能（放射線）調査中のきぬがさ
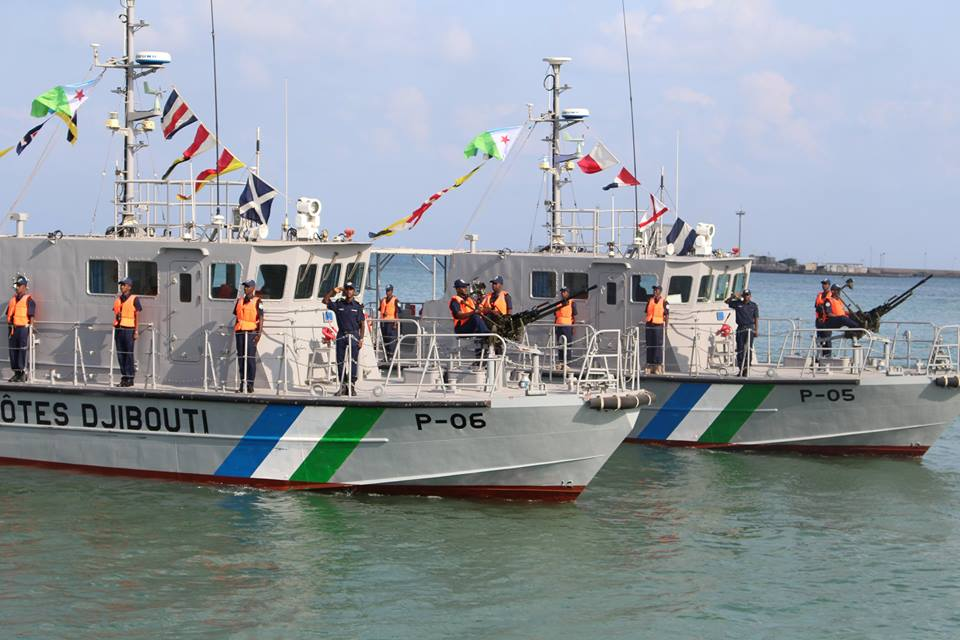
ジブチ共和国沿岸警備隊20メートル型巡視艇

## 同型艇一覧
※巡視艇の船名は配属替え等により改名されることがある。
| 計画年度                        | 番号   | 船名                                        | 造船所         | 竣工              | 配属海上保安部署                                                            | 解役                 |
| ------------------------------- | ------ | ------------------------------------------- | -------------- | ----------------- | --------------------------------------------------------------------------- | -------------------- |
| 平成3年度                       | CL-11  | すずかぜ → ひめぎく                         | 墨田川造船     | 1992年2月20日     | 小樽（第一管区） → 姫路（第五管区）                                         | 2019年3月5日         |
| 平成3年度                       | CL-12  | あさかぜ                                    | 石原造船所     | 1992年3月9日      | 釧路（第一管区）                                                            | 2018年2月27日        |
| 平成3年度                       | CL-13  | すぎかぜ →はざくら                          | 横浜ヨット     | 1992年2月28日     | 秋田（第二管区） → 尾道（第六管区）                                         | 2018年3月16日        |
| 平成3年度                       | CL-14  | ふじかぜ                                    | ニッスイマリン | 1992年3月24日     | 清水（第三管区）                                                            | 2019年3月5日         |
| 平成3年度                       | CL-15  | みやかぜ                                    | 木曽造船       | 1992年3月25日     | 名古屋（第四管区）                                                          | 2018年3月12日        |
| 平成3年度                       | CL-16  | ひばかぜ                                    | 信貴造船所     | 1992年3月19日     | 青森（第二管区）                                                            | 2019年3月5日         |
| 平成3年度                       | CL-17  | さたかぜ                                    | 長崎造船       | 1992年3月25日     | 喜入（第十管区） → 若松（第七管区）                                         | 2019年3月6日         |
| 平成4年度                       | CL-18  | とまかぜ                                    | 墨田川造船     | 1993年1月22日     | 苫小牧（第一管区）                                                          | 2020年2月25日        |
| 平成4年度                       | CL-19  | ゆりかぜ                                    | 墨田川造船     | 1993年2月8日      | 東京（第三管区）                                                            | 2020年3月5日         |
| 平成4年度                       | CL-20  | ふさかぜ                                    | 横浜ヨット     | 1993年2月24日     | 千葉→館山 （第三管区）                                                      | 2018年11月29日       |
| 平成4年度                       | CL-21  | うめかぜ                                    | 信貴造船所     | 1993年3月25日     | 鹿島（第三管区）                                                            | 2020年2月21日        |
| 平成4年度                       | CL-22  | しぎかぜ                                    | 石原造船所     | 1993年1月22日     | 堺（第五管区）                                                              | 2021年3月8日         |
| 平成4年度                       | CL-23  | うずかぜ                                    | 石原造船所     | 1993年2月16日     | 小松島（第五管区）                                                          | 2019年3月5日         |
| 平成4年度                       | CL-24  | あきかぜ                                    | 長崎造船       | 1993年2月26日     | 広島（第六管区）                                                            | 2020年3月5日         |
| 平成4年度                       | CL-25  | くれかぜ → ひめつばき                       | 木曽造船       | 1993年2月26日     | 呉（第六管区） → 大分（第七管区）                                           | 2021年2月23日        |
| 平成4年度                       | CL-26  | もじかぜ                                    | ニッスイマリン | 1993年3月22日     | 門司（第七管区）                                                            | 2020年1月24日        |
| 平成4年度 補正                  | CL-27  | そでかぜ                                    | 横浜ヨット     | 1993年3月31日     | 袖ヶ浦→千葉 （第三管区）                                                    | 2021年2月10日        |
| 平成4年度 補正                  | CL-28  | きぬかぜ                                    | 長崎造船       | 1993年3月29日     | 衣浦（第四管区）                                                            | 2018年12月6日        |
| 平成4年度 補正                  | CL-29  | まやかぜ                                    | 石原造船所     | 1993年3月29日     | 加古川（第五管区）                                                          | 2020年3月3日         |
| 平成4年度 補正                  | CL-30  | せとかぜ                                    | 長崎造船       | 1993年3月29日     | 玉野（第六管区）                                                            | 2020年3月5日         |
| 平成4年度 補正                  | CL-31  | まきかぜ                                    | 墨田川造船     | 1993年6月28日     | 木更津（第三管区）                                                          | 2021年3月21日        |
| 平成4年度 補正                  | CL-32  | ひめかぜ                                    | 石原造船所     | 1993年6月29日     | 蒲郡→三河 （第四管区）                                                      | 2021年2月5日         |
| 平成4年度 補正                  | CL-33  | くがかぜ                                    | 木曽造船       | 1993年6月28日     | 柳井（第六管区）                                                            | 2021年3月3日         |
| 平成5年度                       | CL-34  | ゆめかぜ                                    | 石原造船所     | 1994年1月24日     | 東京（第三管区）                                                            | 2024年2月14日        |
| 平成5年度                       | CL-35  | うみかぜ                                    | 横浜ヨット     | 1994年1月27日     | 湘南（第三管区）                                                            | 2022年2月14日        |
| 平成5年度                       | CL-36  | きりかぜ                                    | 横浜ヨット     | 1994年2月4日      | 横浜（第三管区）                                                            | 2022年2月1日         |
| 平成5年度                       | CL-37  | はかぜ                                      | 信貴造船所     | 1994年2月14日     | 横須賀（第三管区）                                                          | 2022年1月12日        |
| 平成5年度                       | CL-38  | しゃちかぜ                                  | 信貴造船所     | 1994年1月25日     | 名古屋（第四管区）                                                          | 2023年2月14日        |
| 平成5年度                       | CL-39  | いせかぜ                                    | 墨田川造船     | 1994年3月24日     | 浜島（第四管区）                                                            | 2022年2月28日        |
| 平成5年度                       | CL-40  | こまかぜ → にじかぜ                         | ニッスイマリン | 1994年1月27日     | 大阪（第五管区） → 徳山（第六管区）                                         | 2021年11月26日       |
| 平成5年度                       | CL-41  | きしかぜ                                    | 長崎造船       | 1994年2月4日      | 関空（第五管区）                                                            | 2022年1月10日        |
| 平成5年度 第1次補正             | CL-42  | きくかぜ                                    | 石原造船所     | 1994年3月24日     | 神戸（第五管区）                                                            | 2023年2月14日        |
| 平成5年度 第1次補正             | CL-43  | おとかぜ                                    | 横浜ヨット     | 1994年3月29日     | 呉（第六管区）                                                              | 2022年3月10日        |
| 平成5年度 第1次補正             | CL-44  | ひろかぜ                                    | 長崎造船       | 1994年3月29日     | 広島（第六管区）                                                            | 2022年2月10日        |
| 平成5年度 第1次補正             | CL-45  | あしかぜ                                    | 木曽造船       | 1994年3月29日     | 福山（第六管区）                                                            | 2022年3月8日         |
| 平成5年度                       | CL-46  | とよかぜ                                    | 墨田川造船     | 1994年3月24日     | 津久見（第七管区）                                                          | 2022年3月1日         |
| 平成5年度                       | CL-47  | さつかぜ → はやかぜ                         | 長崎造船       | 1994年2月4日      | 鹿児島（第十管区） → 東京（第三管区）                                       | 2022年3月11日        |
| 平成5年度 第2次補正             | CL-48  | しおかぜ                                    | 横浜ヨット     | 1994年7月14日     | 川崎（第三管区）                                                            |                      |
| 平成5年度 第2次補正             | CL-49  | あわかぜ                                    | 横浜ヨット     | 1994年7月14日     | 千葉（第三管区）                                                            |                      |
| 平成5年度 第2次補正             | CL-50  | はまかぜ                                    | 墨田川造船     | 1994年7月28日     | 横浜（第三管区）                                                            |                      |
| 平成5年度 第2次補正             | CL-51  | みおかぜ → みやぎく                         | 信貴造船所     | 1994年7月22日     | 大阪（第五管区） → 苅田（第七管区）                                         |                      |
| 平成5年度 第2次補正             | CL-52  | ともかぜ                                    | 木曽造船       | 1994年7月26日     | 福山（第六管区）                                                            |                      |
| 平成5年度 第2次補正             | CL-53  | きびかぜ                                    | 墨田川造船     | 1994年7月28日     | 水島（第六管区）                                                            |                      |
| 平成5年度 第2次補正             | CL-54  | なちかぜ                                    | 石原造船所     | 1994年7月29日     | 徳山（第六管区）                                                            |                      |
| 平成5年度 第2次補正             | CL-55  | みつかぜ                                    | 石原造船所     | 1994年7月29日     | 松山（第六管区）                                                            | 2011年3月31日        |
| 平成5年度 第2次補正             | CL-56  | はたかぜ                                    | ニッスイマリン | 1994年7月29日     | 門司（第七管区）                                                            | 2025年3月10日        |
| 平成5年度 第2次補正             | CL-57  | せきかぜ                                    | 長崎造船       | 1994年7月29日     | 大分（第七管区）                                                            | 2025年2月19日        |
| 平成5年度 第3次補正             | CL-58  | てるかぜ                                    | 木曽造船       | 1995年1月27日     | 福島（第二管区）                                                            |                      |
| 平成5年度 第3次補正             | CL-59  | しまかぜ                                    | 横浜ヨット     | 1995年1月31日     | 石巻（第二管区）                                                            |                      |
| 平成5年度 第3次補正             | CL-60  | ささかぜ                                    | 横浜ヨット     | 1995年1月31日     | 気仙沼（第二管区）                                                          | 2023年3月21日        |
| 平成5年度 第3次補正             | CL-61  | きいかぜ                                    | 信貴造船所     | 1995年1月26日     | 和歌山（第五管区）                                                          |                      |
| 平成5年度 第3次補正             | CL-62  | いきかぜ                                    | 長崎造船       | 1995年1月27日     | 壱岐（第七管区）                                                            |                      |
| 平成5年度 第3次補正             | CL-63  | みねかぜ                                    | 長崎造船       | 1995年1月27日     | 五島（第七管区）                                                            | 2023年2月16日        |
| 平成5年度 第3次補正             | CL-64  | とりかぜ                                    | ニッスイマリン | 1995年1月26日     | 鳥取（第八管区）                                                            |                      |
| 平成5年度 第3次補正             | CL-65  | あまかぜ                                    | 墨田川造船     | 1995年1月30日     | 宮津（第八管区）                                                            |                      |
| 平成5年度 第3次補正             | CL-66  | あおかぜ                                    | 墨田川造船     | 1995年1月30日     | 小浜（第八管区）                                                            |                      |
| 平成5年度 第3次補正             | CL-67  | おぎかぜ → くにかぜ                         | 石原造船所     | 1995年1月31日     | 小木（第九管区） → 岩国（第六管区）                                         |                      |
| 平成5年度 第3次補正             | CL-68  | たちかぜ                                    | 石原造船所     | 1995年1月31日     | 伏木（第九管区）                                                            |                      |
| 平成6年度                       | CL-69  | でいご → にいかぜ                           | 石原造船所     | 1995年11月24日    | 那覇（第十一管区） → 新居浜（第六管区） → 水島（第六管区）                  | 2024年3月5日         |
| 平成6年度                       | CL-70  | ゆうな → ひなぎく                           | 石原造船所     | 1995年11月1日     | 中城（第十一管区） → 高松（第六管区）                                       | 2025年3月11日        |
| 平成6年度                       | CL-71  | あだん → からたち                           | 墨田川造船     | 1995年11月13日    | 石垣（第十一管区） → 尾道（第六管区）                                       | 2025年3月10日        |
| 平成7年度                       | CL-72  | きじかぜ                                    | 木曽造船       | 1996年3月28日     | 釜石（第二管区）                                                            |                      |
| 平成7年度                       | CL-73  | はつかぜ                                    | 木曽造船       | 1996年2月29日     | 宮古（第二管区）                                                            |                      |
| 平成7年度                       | CL-74  | ゆらかぜ                                    | 信貴造船所     | 1996年3月19日     | 舞鶴（第八管区）                                                            |                      |
| 平成7年度                       | CL-75  | やなかぜ → ひのかぜ → ひめざくら → むつぎく | 長崎造船       | 1996年3月22日     | 浜田（第八管区） → 和歌山（第五管区） → 姫路（第五管区） → 八戸（第二管区） |                      |
| 平成7年度                       | CL-76  | わしかぜ → とさつばき → きたかぜ            | 長崎造船       | 1996年3月22日     | 金沢（第九管区） → 土佐清水（第五管区） → 稚内（第一管区）                  |                      |
| 平成7年度 第2次補正             | CL-77  | むつかぜ                                    | 墨田川造船     | 1996年3月28日     | 八戸（第二管区）                                                            |                      |
| 平成7年度 第2次補正             | CL-78  | とねかぜ                                    | 長崎造船       | 1996年3月29日     | 銚子（第三管区）                                                            | 2025年2月20日        |
| 平成7年度 第2次補正             | CL-79  | しずかぜ                                    | ニッスイマリン | 1996年3月28日     | 清水（第三管区） → 西宮（第五管区）                                         |                      |
| 平成7年度 第2次補正             | CL-80  | こまかぜ                                    | 信貴造船所     | 1996年3月28日     | 大阪（第五管区）                                                            | (配属替えに伴い改名) |
| 平成7年度 第2次補正             | CL-80  | はつぎく                                    | 信貴造船所     | 1996年3月28日     | 志布志（第十管区） → 千葉（第三管区）                                       |                      |
| 平成7年度 第2次補正             | CL-81  | ゆきかぜ                                    | 横浜ヨット     | 1996年7月30日     | 花咲（第一管区）                                                            |                      |
| 平成7年度 第2次補正             | CL-82  | なかかぜ                                    | 横浜ヨット     | 1996年7月30日     | 茨城（第三管区）                                                            |                      |
| 平成7年度 第2次補正             | CL-83  | かわかぜ                                    | 木曽造船       | 1996年6月19日     | 呉（第六管区）                                                              |                      |
| 平成7年度 第2次補正             | CL-84  | きよかぜ                                    | 石原造船所     | 1996年7月30日     | 門司（第七管区）                                                            |                      |
| 平成7年度 第2次補正             | CL-85  | ひこかぜ → はまぎく                         | 墨田川造船     | 1996年6月28日     | 下関（第七管区） → 新居浜（第六管区）                                       |                      |
| 平成7年度 第2次補正             | CL-86  | おさかぜ                                    | ニッスイマリン | 1996年6月19日     | 下関（第七管区）                                                            |                      |
| 平成7年度 第2次補正             | CL-87  | わかかぜ                                    | 信貴造船所     | 1996年7月31日     | 若松（第七管区）                                                            |                      |
| 平成7年度 第2次補正             | CL-88  | いけかぜ                                    | 横浜ヨット     | 1996年6月28日     | 三池（第七管区）                                                            | 2024年12月17日       |
| 平成7年度 第2次補正             | CL-89  | のもかぜ                                    | 長崎造船       | 1996年6月28日     | 長崎（第七管区）                                                            |                      |
| 平成7年度 第2次補正             | CL-90  | ゆみかぜ                                    | 信貴造船所     | 1996年6月26日     | 伊万里（第七管区）                                                          |                      |
| 平成7年度 第2次補正             | CL-91  | くまかぜ                                    | 横浜ヨット     | 1996年6月28日     | 熊本（第十管区）                                                            |                      |
| 平成7年度                       | CL-92  | はるかぜ                                    | 石原造船所     | 1996年11月1日     | 名瀬（第十管区） → 中部空港（第四管区） → 名古屋（第四管区）                |                      |
| 平成7年度                       | CL-93  | ほしかぜ → さるびあ                         | 石原造船所     | 1996年11月18日    | 古仁屋（第十管区） → 四日市（第四管区）                                     |                      |
| 平成8年度 補正                  | CL-94  | おいつかぜ                                  | 木曽造船       | 1997年11月25日    | 宇和島（第六管区）                                                          |                      |
| 平成8年度 補正                  | CL-95  | こちかぜ                                    | 石原造船所     | 1997年11月25日    | 福岡（第七管区）                                                            |                      |
| 平成8年度 補正                  | CL-96  | はまなす                                    | 隅田川造船所   | 1997年12月18日    | 留萌（第一管区）                                                            |                      |
| 平成8年度 補正                  | CL-97  | あかしあ                                    | 隅田川造船所   | 1997年12月18日    | 瀬棚（第一管区）                                                            |                      |
| 平成8年度 補正                  | CL-98  | とさみずき                                  | 信貴造船所     | 1997年12月18日    | 高知（第五管区）                                                            |                      |
| 平成8年度 補正                  | CL-99  | おきかぜ → もくれん                         | 石原造船所     | 1997年12月18日    | 唐津→ 若松 （第七管区）                                                     |                      |
| 平成8年度 補正                  | CL-100 | さちかぜ                                    | ニッスイマリン | 1997年12月19日    | 佐伯（第七管区）                                                            |                      |
| 平成8年度 補正                  | CL-101 | おぎかぜ                                    | 横浜ヨット     | 1997年12月18日    | 能登（第九管区）                                                            |                      |
| 平成8年度 補正                  | CL-102 | なつかぜ                                    | 長崎造船       | 1997年12月18日    | 八代（第十管区）                                                            | 2025年1月22日        |
| 平成10年度 第3次補正            | CL-103 | さわかぜ                                    | 墨田川造船     | 1999年3月31日     | 青森（第二管区）                                                            |                      |
| 平成10年度 第3次補正            | CL-104 | べにばな                                    | 墨田川造船     | 1999年3月31日     | 酒田（第二管区）                                                            |                      |
| 平成10年度 第3次補正            | CL-105 | やまざくら                                  | 横浜ヨット     | 1999年3月30日     | 若松（第七管区）                                                            |                      |
| 平成10年度 第3次補正            | CL-106 | かいどう                                    | 横浜ヨット     | 1999年3月30日     | 平戸（第七管区）                                                            |                      |
| 平成10年度 第3次補正            | CL-107 | さざんか                                    | 横浜ヨット     | 1999年3月30日     | 仙崎（第七管区）                                                            |                      |
| 平成10年度 第3次補正            | CL-108 | あおい                                      | ニッスイマリン | 1999年3月31日     | 舞鶴（第八管区）                                                            |                      |
| 平成10年度 第3次補正            | CL-109 | すいせん → のげかぜ                         | 墨田川造船     | 1999年3月31日     | 敦賀（第八管区） → 横浜（第三管区）                                         |                      |
| 平成10年度 第3次補正            | CL-110 | やえざくら                                  | 木曽造船       | 1999年3月30日     | 境（第八管区）                                                              |                      |
| 平成10年度 第3次補正            | CL-111 | やなかぜ                                    | 石原造船所     | 1999年3月30日     | 浜田（第八管区）                                                            |                      |
| 平成10年度 第3次補正            | CL-112 | ゆきつばき                                  | 墨田川造船     | 1999年3月31日     | 新潟（第九管区）                                                            |                      |
| 平成10年度 第3次補正            | CL-113 | わしかぜ → さぎかぜ                         | 石原造船所     | 1999年3月30日     | 金沢（第九管区） → 姫路（第五管区）                                         |                      |
| 平成11年度 予備費               | CL-114 | のげかぜ → げっとう                         | 石原造船所     | 2000年3月9日      | 横浜（第三管区） → 那覇（第十一管区）                                       |                      |
| 平成12年度 補正                 | CL-115 | いまかぜ                                    | 長崎造船       | 2001年3月30日     | 今治（第六管区）                                                            |                      |
| 平成12年度 補正                 | CL-116 | こまくさ → みえかぜ                         | 信貴造船所     | 2001年3月30日     | 名古屋→尾鷲 （第四管区）                                                    |                      |
| 平成12年度 補正                 | CL-117 | しらぎく → とさつばき                       | 石原造船所     | 2001年3月30日     | 神戸→土佐清水 （第五管区）                                                  |                      |
| 平成12年度 補正                 | CL-118 | かつかぜ                                    | 横浜ヨット     | 2001年3月29日     | 勝浦（第三管区）                                                            |                      |
| 平成12年度 補正                 | CL-119 | さつき                                      | ニッスイマリン | 2001年3月30日     | 宮崎（第十管区）                                                            |                      |
| 平成13年度 第1次補正            | CL-120 | やぐるま                                    | 墨田川造船     | 2002年3月29日     | 小樽（第一管区）                                                            |                      |
| 平成13年度 第1次補正            | CL-121 | むろかぜ                                    | 石原造船所     | 2002年3月29日     | 田辺（第五管区）                                                            |                      |
| 平成13年度 第1次補正            | CL-122 | ふよう                                      | 信貴造船所     | 2002年3月29日     | 福岡（第七管区）                                                            |                      |
| 平成13年度 第1次補正            | CL-123 | つばき                                      | 木曽造船       | 2002年3月29日     | 佐世保（第七管区）                                                          |                      |
| 平成13年度 第1次補正            | CL-124 | ひごかぜ                                    | 石原造船所     | 2002年3月29日     | 熊本（第十管区）                                                            |                      |
| 平成13年度 第1次補正            | CL-125 | しらはぎ                                    | 墨田川造船     | 2002年3月29日     | 宮城（第二管区）                                                            |                      |
| 平成13年度 第1次補正            | CL-126 | あしび                                      | 石原造船所     | 2002年3月29日     | 美波（第五管区）                                                            |                      |
| 平成13年度 第1次補正            | CL-127 | すいれん                                    | 石原造船所     | 2002年3月29日     | 三池（第七管区）                                                            |                      |
| 平成13年度 第1次補正            | CL-128 | こうばい                                    | 墨田川造船     | 2002年3月29日     | 長崎（第七管区）                                                            |                      |
| 平成13年度 第1次補正            | CL-129 | やまゆり                                    | 墨田川造船     | 2002年3月29日     | 横浜（第三管区）                                                            |                      |
| 平成13年度 第1次補正            | CL-130 | くりかぜ                                    | 墨田川造船     | 2002年3月29日     | 横須賀（第三管区）                                                          |                      |
| 平成13年度 第1次補正            | CL-131 | そらかぜ                                    | 横浜ヨット     | 2002年3月29日     | 関空（第五管区）                                                            |                      |
| 平成13年度 第1次補正            | CL-132 | むらかぜ                                    | ニッスイマリン | 2002年3月29日     | 佐世保（第七管区）                                                          |                      |
| 平成13年度 第1次補正            | CL-133 | あいかぜ                                    | ニッスイマリン | 2002年3月29日     | 佐世保（第七管区）                                                          |                      |
| 平成13年度 第2次補正            | CL-134 | あやめ                                      | 墨田川造船     | 2002年12月16日    | 岸和田（第五管区）                                                          |                      |
| 平成17年度 補正                 | CL-135 | いそぎく                                    | 墨田川造船     | 2007年3月16日     | 東京（第三管区）                                                            |                      |
| 平成17年度 補正                 | CL-136 | やまぶき                                    | 墨田川造船     | 2007年3月22日     | 東京（第三管区）                                                            |                      |
| 平成17年度 補正                 | CL-137 | みおかぜ                                    | 長崎造船       | 2007年3月22日     | 大阪（第五管区）                                                            |                      |
| 平成17年度 補正                 | CL-138 | こまかぜ                                    | 長崎造船       | 2007年3月22日     | 大阪（第五管区）                                                            |                      |
| 平成17年度 補正                 | CL-139 | ときくさ                                    | 墨田川造船     | 2007年3月22日     | 佐渡（第九管区）                                                            |                      |
| 平成18年度                      | CL-140 | ひだかぜ                                    | 墨田川造船     | 2007年3月22日     | 名古屋（第四管区）                                                          |                      |
| 平成18年度                      | CL-141 | しらぎく                                    | 墨田川造船     | 2007年3月22日     | 神戸（第五管区）                                                            |                      |
| 平成18年度                      | CL-142 | ひめざくら                                  | 木曽造船       | 2007年3月22日     | 姫路（第五管区）                                                            |                      |
| 平成18年度 補正                 | CL-143 | すずかぜ                                    | 墨田川造船     | 2008年3月31日     | 小樽（第一管区）                                                            |                      |
| 平成18年度 補正                 | CL-144 | すぎかぜ                                    | 長崎造船       | 2008年3月31日     | 秋田（第二管区）                                                            |                      |
| 平成18年度 補正                 | CL-145 | さとざくら                                  | 長崎造船       | 2008年3月27日     | 門司（第七管区）                                                            |                      |
| 平成18年度 補正                 | CL-146 | ひこかぜ → るりかぜ                         | 木曽造船       | 2008年3月26日     | 下関（第七管区） → 串木野（第十管区）                                       |                      |
| 平成18年度 補正                 | CL-147 | すいせん                                    | 長崎造船       | 2008年3月27日     | 敦賀（第八管区）                                                            |                      |
| 平成18年度 補正                 | CL-148 | みほぎく                                    | 長崎造船       | 2008年3月27日     | 境（第八管区）                                                              |                      |
| 平成18年度 補正                 | CL-149 | こしかぜ                                    | 木曽造船       | 2008年3月26日     | 新潟（第九管区）                                                            |                      |
| 平成18年度 補正                 | CL-150 | わしかぜ                                    | 三保造船所     | 2008年3月26日     | 金沢（第九管区）                                                            |                      |
| 平成19年度 補正                 | CL-151 | るりかぜ → さんだんか                       | 墨田川造船     | 2009年3月31日     | 串木野（第十管区） → 宮古島（第十一管区）                                   |                      |
| 平成19年度 補正                 | CL-152 | うけゆり                                    | 墨田川造船     | 2009年3月31日     | 古仁屋→指宿 （第十管区）                                                    |                      |
| 平成19年度 補正                 | CL-153 | でいご                                      | 墨田川造船     | 2009年3月31日     | 那覇（第十一管区）                                                          |                      |
| 平成19年度 補正                 | CL-154 | あだん                                      | 墨田川造船     | 2009年3月31日     | 石垣（第十一管区）                                                          |                      |
| 平成19年度 補正                 | CL-155 | ゆうな                                      | 墨田川造船     | 2009年3月31日     | 中城（第十一管区）                                                          |                      |
| 平成19年度 補正                 | CL-156 | しろかぜ                                    | 長崎造船       | 2009年3月27日     | 鹿児島→宮崎→日向 （第十管区）                                               |                      |
| 平成19年度 補正                 | CL-157 | ほこかぜ                                    | 木曽造船       | 2009年3月26日     | 日向（第十管区）                                                            |                      |
| 平成19年度 補正                 | CL-158 | さくらかぜ                                  | 長崎造船       | 2009年3月27日     | 喜入（第十管区）                                                            |                      |
| 平成19年度 補正                 | CL-159 | みほかぜ                                    | 墨田川造船     | 2009年11月30日    | 清水（第三管区）                                                            |                      |
| 平成20年度 第1次補正            | CL-160 | いせぎく                                    | 三保造船所     | 2009年11月27日    | 四日市（第四管区）                                                          |                      |
| 平成20年度 第1次補正            | CL-161 | くれかぜ                                    | 木曽造船       | 2009年11月26日    | 呉（第六管区）                                                              |                      |
| 平成20年度 第1次補正            | CL-162 | いよざくら                                  | 木曽造船       | 2009年11月26日    | 松山（第六管区）                                                            |                      |
| 平成20年度 第1次補正            | CL-163 | まつかぜ                                    | 墨田川造船     | 2009年11月25日    | 唐津（第七管区）                                                            |                      |
| 平成21年度                      | CL-164 | たまかぜ                                    | 墨田川造船     | 2010年2月24日     | 川崎（第三管区）                                                            |                      |
| 平成21年度                      | CL-165 | てるぎく                                    | 長崎造船       | 2010年3月30日     | 大阪（第五管区）                                                            |                      |
| 平成22年度                      | CL-166 | こざくら                                    | 長崎造船       | 2011年3月15日     | 室蘭（第一管区）                                                            |                      |
| 平成22年度                      | CL-167 | えぞかぜ                                    | 長崎造船       | 2011年3月15日     | 苫小牧→ 室蘭 （第一管区）                                                   |                      |
| 平成22年度                      | CL-168 | やまぎく                                    | 木曽造船       | 2011年3月15日     | 宇部（第七管区）                                                            |                      |
| 平成22年度                      | CL-169 | ことざくら                                  | 墨田川造船     | 2011年3月15日     | 佐世保（第七管区）                                                          |                      |
| 平成22年度 予備費               | CL-170 | すずらん                                    | 墨田川造船     | 2011年3月25日     | 函館（第一管区）                                                            |                      |
| 平成22年度 予備費               | CL-171 | ちよかぜ                                    | 墨田川造船     | 2011年3月25日     | 室蘭（第一管区）                                                            |                      |
| 平成26年度 補正                 | CL-01  | さつかぜ                                    | 墨田川造船     | 2016年3月24日     | 鹿児島（第十管区）                                                          |                      |
| 平成26年度 補正                 | CL-02  | りんどう                                    | 墨田川造船     | 2016年3月24日     | 志布志（第十管区）                                                          |                      |
| 平成28年度                      | CL-03  | なだかぜ                                    | 木曽造船       | 2017年3月15日     | 神戸（第五管区）                                                            |                      |
| 平成28年度                      | CL-04  | ことかぜ                                    | 木曽造船       | 2017年3月15日     | 坂出（第六管区）                                                            |                      |
| 平成28年度 第2次補正            | CL-172 | あさかぜ                                    | 長崎造船       | 2018年3月13日     | 釧路（第一管区）                                                            |                      |
| 平成29年度                      | CL-173 | うきかぜ                                    | 木曽造船       | 2018年3月30日     | 尾道（第六管区）                                                            |                      |
| 平成29年度                      | CL-174 | みやかぜ                                    | 墨田川造船     | 2018年3月26日     | 名古屋（第四管区）                                                          |                      |
| 平成29年度 補正                 | CL-175 | ひばかぜ                                    | 墨田川造船     | 2019年3月19日     | 青森（第二管区）                                                            |                      |
| 平成30年度                      | CL-176 | ひめぎく → さのゆり                         | 木曽造船       | 2019年3月19日     | 姫路（第五管区） → 関空（第五管区）                                         |                      |
| 平成30年度                      | CL-177 | ふじかぜ                                    | 墨田川造船     | 2019年3月19日     | 清水（第三管区）                                                            |                      |
| 平成30年度                      | CL-178 | たかかぜ                                    | 長崎造船       | 2019年3月20日     | 若松（第七管区）                                                            |                      |
| 平成30年度                      | CL-179 | ふさかぜ                                    | 木曽造船       | 2018年11月30日    | 千葉（第三管区）                                                            |                      |
| 平成30年度                      | CL-180 | うずかぜ                                    | 木曽造船       | 2019年3月19日     | 徳島（第五管区）                                                            |                      |
| 平成30年度                      | CL-181 | きぬかぜ                                    | 長崎造船       | 2018年12月20日    | 衣浦（第四管区）                                                            |                      |
| 平成30年度 第2次補正            | CL-182 | とまかぜ                                    | 墨田川造船     | 2020年3月10日     | 苫小牧（第一管区）                                                          |                      |
| 平成30年度 第2次補正            | CL-183 | ゆりかぜ                                    | 長崎造船       | 2020年3月19日     | 東京（第三管区）                                                            |                      |
| 平成31年度                      | CL-184 | うめかぜ                                    | 長崎造船       | 2020年3月6日      | 鹿島（第三管区）                                                            |                      |
| 平成31年度                      | CL-185 | あきかぜ                                    | 木曽造船       | 2020年3月19日     | 広島（第六管区）                                                            |                      |
| 平成30年度 第2次補正            | CL-186 | もじかぜ                                    | 長崎造船       | 2020年2月7日      | 門司（第七管区）                                                            |                      |
| 平成30年度 第2次補正            | CL-187 | まやかぜ                                    | 本瓦造船       | 2020年3月17日     | 加古川（第五管区）                                                          |                      |
| 平成30年度 第2次補正            | CL-188 | せとかぜ                                    | 木曽造船       | 2020年3月19日     | 玉野（第六管区）                                                            |                      |
| 令和2年度                       | CL-189 | ぶんごうめ                                  | 墨田川造船     | 2021年3月9日      | 大分（第七管区）                                                            |                      |
| 令和2年度                       | CL-190 | くがかぜ                                    | 墨田川造船     | 2021年3月9日      | 柳井（第六管区）                                                            |                      |
| 令和元年度 補正                 | CL-191 | はすかぜ                                    | 木曽造船       | 2021年2月25日     | 千葉（第三管区）                                                            |                      |
| 令和元年度 補正                 | CL-192 | きみかぜ                                    | 木曽造船       | 2021年3月22日     | 木更津（第三管区）                                                          |                      |
| 令和元年度 補正                 | CL-193 | ひめかぜ                                    | 長崎造船       | 2021年2月19日     | 三河（第四管区）                                                            |                      |
| 令和元年度 補正                 | CL-194 | しぎかぜ                                    | 本瓦造船       | 2021年3月22日     | 堺（第五管区）                                                              |                      |
| 令和2年度 第3次補正             | CL-195 | にじかぜ                                    | 木曽造船       | 2021年12月10日    | 徳山（第六管区）                                                            |                      |
| 令和2年度 第3次補正             | CL-196 | きりかぜ                                    | 木曽造船       | 2022年2月14日     | 横浜（第三管区）                                                            |                      |
| 令和2年度 第3次補正             | CL-197 | うみかぜ                                    | 木曽造船       | 2022年2月14日     | 湘南（第三管区）                                                            |                      |
| 令和2年度 第3次補正             | CL-198 | ひろかぜ                                    | 長崎造船       | 2022年2月25日     | 広島（第六管区）                                                            |                      |
| 令和2年度 第3次補正             | CL-199 | とよかぜ                                    | 長崎造船       | 2022年3月15日     | 津久見（第七管区）                                                          |                      |
| 令和2年度 第3次補正             | CL-200 | はかぜ                                      | 墨田川造船     | 2022年1月26日     | 横須賀（第三管区）                                                          |                      |
| 令和2年度 第3次補正             | CL-201 | ひめぎく                                    | 墨田川造船     | 2022年1月26日     | 姫路（第五管区）                                                            |                      |
| 令和2年度 第3次補正             | CL-202 | あしかぜ                                    | 本瓦造船       | 2022年3月22日     | 福山（第六管区）                                                            |                      |
| 令和3年度                       | CL-203 | いせかぜ                                    | 墨田川造船     | 2022年3月1日      | 浜島（第四管区）                                                            |                      |
| 令和3年度 補正                  | CL-204 | ささかぜ                                    | 墨田川造船     | 2023年3月22日     | 気仙沼（第二管区）                                                          |                      |
| 令和4年度                       | CL-205 | なるかぜ                                    | 長崎造船       | 2023年3月3日      | 五島（第七管区）                                                            |                      |
| 令和4年度 補正                  | CL-206 | ゆめかぜ                                    | 墨田川造船     | 2024年2月29日     | 東京（第三管区）                                                            |                      |
| 令和5年度                       | CL-207 | まびかぜ                                    | 長崎造船       | 2024年3月19日     | 水島（第六管区）                                                            |                      |
| 令和5年度 補正                  | CL-208 | とねかぜ                                    | 墨田川造船     | 2025年3月6日      | 銚子（第三管区）                                                            |                      |
| 令和5年度 補正                  | CL-209 | からたち                                    | 木曾造船       | 2025年3月24日予定 | 尾道（第六管区）                                                            |                      |
| 令和5年度 補正                  | CL-210 | ひなぎく                                    | 本瓦造船       | 2025年3月25日予定 | 高松（第六管区）                                                            |                      |
| 令和5年度 補正                  | CL-211 | せきかぜ                                    | 墨田川造船     | 2025年3月6日      | 大分（第七管区）                                                            |                      |
| 令和5年度 補正                  | CL-212 | なつかぜ                                    | 長崎造船       | 2025年2月5日      | 八代（第十管区）                                                            |                      |
| 令和6年度補正 もしくは令和7年度 | CL-    |                                             |                |                   |                                                                             |                      |
| 令和6年度補正 もしくは令和7年度 | CL-    |                                             |                |                   |                                                                             |                      |
| 令和6年度補正 もしくは令和7年度 | CL-    |                                             |                |                   |                                                                             |                      |
| 令和6年度補正 もしくは令和7年度 | CL-    |                                             |                |                   |                                                                             |                      |
| 令和6年度補正 もしくは令和7年度 | CL-    |                                             |                |                   |                                                                             |                      |

## 登場作品

### 映画
『海猿シリーズ』
『LIMIT OF LOVE 海猿』
「CL-17 さたかぜ」「CL-47 さつかぜ」「CL-119 さつき」が登場。鹿児島湾にて、フェリー「くろーばー号」が座礁する海難事故が発生したことを受け、現場海域へ急行し救助活動にあたる。
『THE LAST MESSAGE 海猿』
「CL-86 おさかぜ」「CL-87 わかかぜ」が登場。福岡沖にて、天然ガス採掘プラント「レガリア」にドリルシップが衝突する海難事故が発生したことを受け、現場海域へ急行し救助活動にあたる。
『BRAVE HEARTS 海猿』
「CL-19 ゆりかぜ」「CL-49 あわかぜ」「CL-129 やまゆり」が登場。左翼エンジンが爆発したボーイング747-400が東京湾内に海上着水することを受け、着水する海域の近くで待機し、着水が成功すると直ちに接近して救助活動を開始する。
『劇場版コード・ブルー -ドクターヘリ緊急救命-』
「CL-136 やまぶき」が登場。東京湾を航行するフェリーが濃霧のため海ほたるに衝突したことを受け、現場海域へ急行し乗員・乗客の救助活動を行う。

### 漫画
『大怪獣激闘 ガメラ対バルゴン COMIC VERSION』
「CL-114 のげかぜ」が登場。神奈川県沖を漂流していたプレジャーボートを調査するが、バルゴンが発した冷気によって一帯の海域が凍結したことで、身動きが取れなくなってしまう。